# 高雄捷運公司
高雄捷運公司（たかおしょううんこうし、略称：高捷公司）は台湾で運輸業を営む企業。高雄市の高雄捷運を建設・運営している。

## 沿革
1999年2月1日、高雄市政府は「高雄市市街への捷運（地下鉄）紅線・橘線路線建設に対する民間参与案（中国語：徵求民間參與高雄都會區大眾捷運系統紅橘線路網建設案）」を公告した。30年もの間、高雄を本拠としている中国鋼鉄公司（中鋼）は本拠地の発展に寄与するべく、他の会社を集めて「高雄捷運公司準備処（中国語：高雄捷運股股份有限公司籌備處）」をスポンサーとなって作り、高雄捷運線への投資計画の用意を始めた。高雄市政府による公的な審査と評価を経て、同年5月26日に最終候補名簿に載せるうちの一つに選ばれた。
2000年5月10日、「高雄捷運公司計画準備処」は高雄市政府の審査委員会で最も優れているとして選ばれ、2000年8月に高雄市政府と協約を結んだ。12月19日、初期資本金を引き上げ、同日に株主総会が行われた。高雄捷運公司は会社設立を許可され、12月28日に登記された。
2001年1月12日に高雄市政府と「建設営業契約」及び「開発契約」が締結された。2001年10月に建設工事を開始して6年余りの工期を経て、2008年3月に紅線、2008年9月に橘線が営業開始した。BOT方式(Build, Operate, Transfer/建設・運営・移管)での建設・営業の特許期間は36年で、2001年10月の工事開始から2037年10月までの期間となる。
2017年末、開業後3年間の運営を代行する新北市の淡海軽軌の人材募集を開始。

### 破綻危機からの脱却
乗客数が伸び悩み累積赤字が嵩んだことから2011年には市政府秘書長だった郝建生が総経理に就任、翌年には董事長に昇任した。開業5年目の2013年には市政府が介入しての財務救済措置が執られた。2013年5月、毎年2億元超の利払いを市政府が肩代わりすることになったほか、BOT満了前ではあるが車両や信号設備などの機電資産の一部を市政府が前倒しで接収。6月に高雄市議会は市政府と高捷公司の運営協定見直しに合意。これにより15億元の増資および翌月からの毎年18億元にのぼる減価償却費減免が実現し、高捷公司は3年での黒字化を目指すことになった。2015年には運輸事業単体で黒字化、その後キャラクター展開や、沿線開発事業の好調が要因となって2016年度の通期決算で法人としての黒字化を実現した。市政府介入時の合意事項である「黒字化後の税引き前利益の半額」を市政府に分与することも達成した。2018年には前年の黒字を原資に初めて株主配当を実施。2016年度から3期連続で黒字化を達成した郝は2019年6月に退任、後任は筆頭株主の中鋼から派遣されている。
|        |
| 郝建生 |

## 株主
筆頭株主である中国鋼鉄公司のほか、中央政府系の行政院国家発展基金、民間からは遠東グループや統一企業などのコングロマリット、金融系の新光人寿保険、台湾新光保全、台新国際商業銀行、中華開発工業銀行、台湾工業銀行、国泰世華銀行、高雄銀行、機械系の中興電工機械公司、シーメンス（ドイツ）、建設業界からは中欣開発公司、栄民工程、東南水泥公司、聯鋼営造工程公司、中興工程顧問公司、理成営造工程公司などが参加している。

## 事業

### 鉄道事業
建設・運営
- 高雄捷運紅線・高雄捷運橘線

運営請負
- 高雄捷運環状軽軌（高雄ライトレール、部分開業中。）
- 淡海軽軌（開業後3年間の運営権を取得している[17]。）

保守事業
- レール研磨代行 - 2009年より台北捷運の、2013年以降は台湾高速鉄道の軌道研磨業務を請け負っている[18]。

|          |                  |
| 高雄捷運 | 高雄ライトレール |

### 他
公共レンタサイクル
- 高雄市公共自転車（中国語版）（C-Bike）（市内の機材がYouBikeとなったため2020年6月で撤退[19]）
- 屏東市公共自転車（P-Bike）

カード事業
- 一卡通公司（中国語版）（一卡通の発行母体で高雄市・当捷運公司双方が出資している。）

## キャラクター
動物をモチーフにしたマスコットのほか、従業員役で多数のキャラクターが在籍している。

### 永福家族

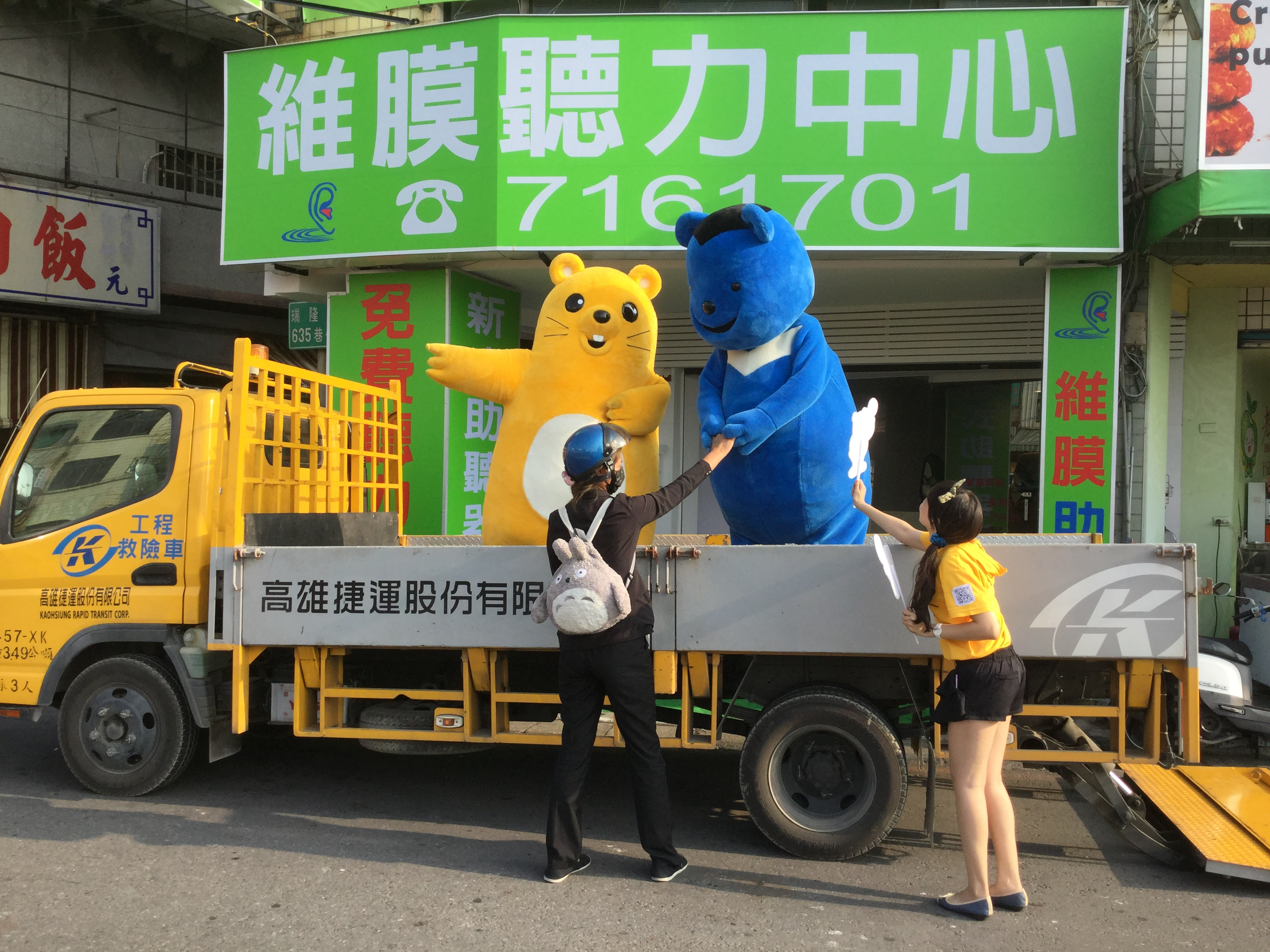
哈比（左）と永福（右）

- U!HU（ウーフー）はタイワンツキノワグマをモチーフにしたファミリー。工事中に起用されていたマーモットのマスコットに代わるキャラクターとして捷運開業を控えた2007年に登場。4頭の名前を組み合わせると中国語で縁起の良いフレーズ「永保平安」と同音（拼音: Yǒng bǎo Píng ān）となる。プロフィールは以下の通り[20]。
  - 永福（ヨンフー、拼音: Yǒng fú; 注音: ㄩㄥˇ ㄈㄨˊ）はファミリーの父親でカラーは青。誕生日は高雄捷運建設調印日の2001年1月12日。
  - 寶珠（パオチュー、拼音: Bǎo zhū; 注音: ㄅㄠˇ ㄓㄨ）はファミリーの母親でカラーはピンク。誕生日は高雄捷運起工日の2001年10月30日。
  - 萍萍（ピンピン、拼音: Píng píng; 注音: ㄆㄧㄥˊ ㄆㄧㄥˊ）はファミリーの兄（長男）でカラーはベージュ。誕生日は高雄捷運の電車が高雄港で陸揚げされた2005年10月26日。
  - 安安（アンアン、拼音: ān'ān; 注音: ㄢ ㄢ）はファミリーの妹（長女）でカラーは黄色。誕生日は紅線で全線のレールが締結された2007年2月6日。
- 哈比（ハピ、注音: ㄏㄚ ㄅㄧˇ、HAPPI）はマーモットのマスコット[注 2][21]。開通前の同キャラが祖父という設定になっている[22]。開通前のトンネル工事で使われていたシールドマシンが『哈比2号』と命名されていたことに由来する[23]。

### 高捷少女
高捷少女（たかめしょうじょ、英語：K.R.T.Girls）は希萌創意（Simon Creative）社とのコラボレーションで2014年に登場したイメージキャラクター群。

#### 高捷少年
高捷少年（たかめしょうねん、英語：Kaohsiung Metro Boys、KMB）は2016年に高捷少女のスピンオフで登場した男性版ユニット。

### 高捷恋旅
高捷恋旅（繁体字: 高捷戀旅、英語：Kaohsiung Metro Romance）はPIXOSTYLE社とのコラボレーションで2016年に登場したプロジェクト。2016年1月に台北市と高雄市で開催されたイベント「ACG100創作展」でPIXOSTYLE社と捷運公司が合同で行っていた新キャラクター公募の選考発表があり、希萌創意には所属していないマレーシア出身のイラストレーター「Ooi-Choon-Liang」が手掛けた『雅朵（ヤードゥオ）』、『飛揚（フェイヤン）』という新しい男女キャラクターが発表された。
- 雅朵（拼音: Yǎduǒ; 注音: ㄧㄚˇ ㄉㄨㄛˇ）は身長166cm、体重49.45kg、3月6日生まれの魚座で血液型はA型。大東駅の女性駅員。
- 飛揚（拼音: Fēiyáng; 注音: ㄈㄟ ㄧㄤˊ）は身長181cm、体重72.3kg、11月29日生まれの射手座で血液型はO型。中央公園駅の駅員。初の男性キャラクターとなる。

### 軽軌少女隊

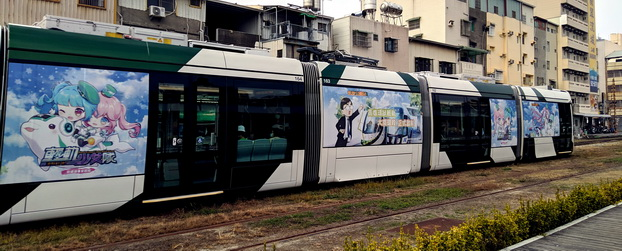
軽軌少女隊と市長陳其邁のラッピング列車（2021年1月）

軽軌少女隊（けいきしょうじょたい、繁体字: 輕軌少女隊、英語：Kaohsiung Light Rail Girls）はKIRABASE社とのコラボレーションで2021年に登場したイメージキャラクター群。クリーンな移動手段であるLRTの広報と違反行為の防止を任務としていて、乗客に「愛と正義」をもたらす。共にLRT二期区間開業日と同じ1月12日生まれ（やぎ座）の双子キャラの女性運転士。
克萊兒
克萊兒（クライアー、Klaire（クレア）、拼音: Kè lái er; 注音: ㄎㄜˋ ㄌㄞˊ ㄦˊ）は身長161cmのA型。赤い髪がトレードマーク。温和な性格で記憶力に優れる。好きなものはオーケストラと海、嫌いなものは争い事、邪悪、不安全なこと。少女隊での任務は攻撃担当で初代LRT電車（Urbos）を武器とする。
克芮兒
克芮兒（クレール、Kriel（クリエル）、拼音: Kè ruì er; 注音: ㄎㄜˋ  ㄖㄨㄟˋ ㄦˊ）は身長160cmのO型。青い髪がトレードマーク。寡黙だが剛直な性格で正義感に溢れる。好きなものは姉の克芮兒、擒拿、甘い食品。嫌いなものは邪悪・不安全なもの、噛みづらい食物。少女隊での任務は防御担当で、2代目LRT電車（シタディス）を武器とする。
小愛
小愛（シャオアイ、拼音: Xiǎo ài; 注音: ㄒㄧㄠˇ ㄞˋ、AI-chan）は電車のメインコンピュータに宿るイルカ形態のAI（人工知能）キャラで2人の少女隊のアシスタント役。

### 蜜柑
蜜柑（Mikan）は2020年秋から橋頭糖廠駅の駅長に就任した実在の猫。寒波の到来で高雄でも珍しく低温となった際には屋外での活動を減らす休暇措置が執られた。

## 他社との提携
- 東京地下鉄（2014、2016年[36]）、台北捷運公司（2014年[37]）
- 京王電鉄（2017年[38][39]）
- 江ノ島電鉄（2016年-[40]）
- 京福電鉄（嵐電）（2017年-[41]）

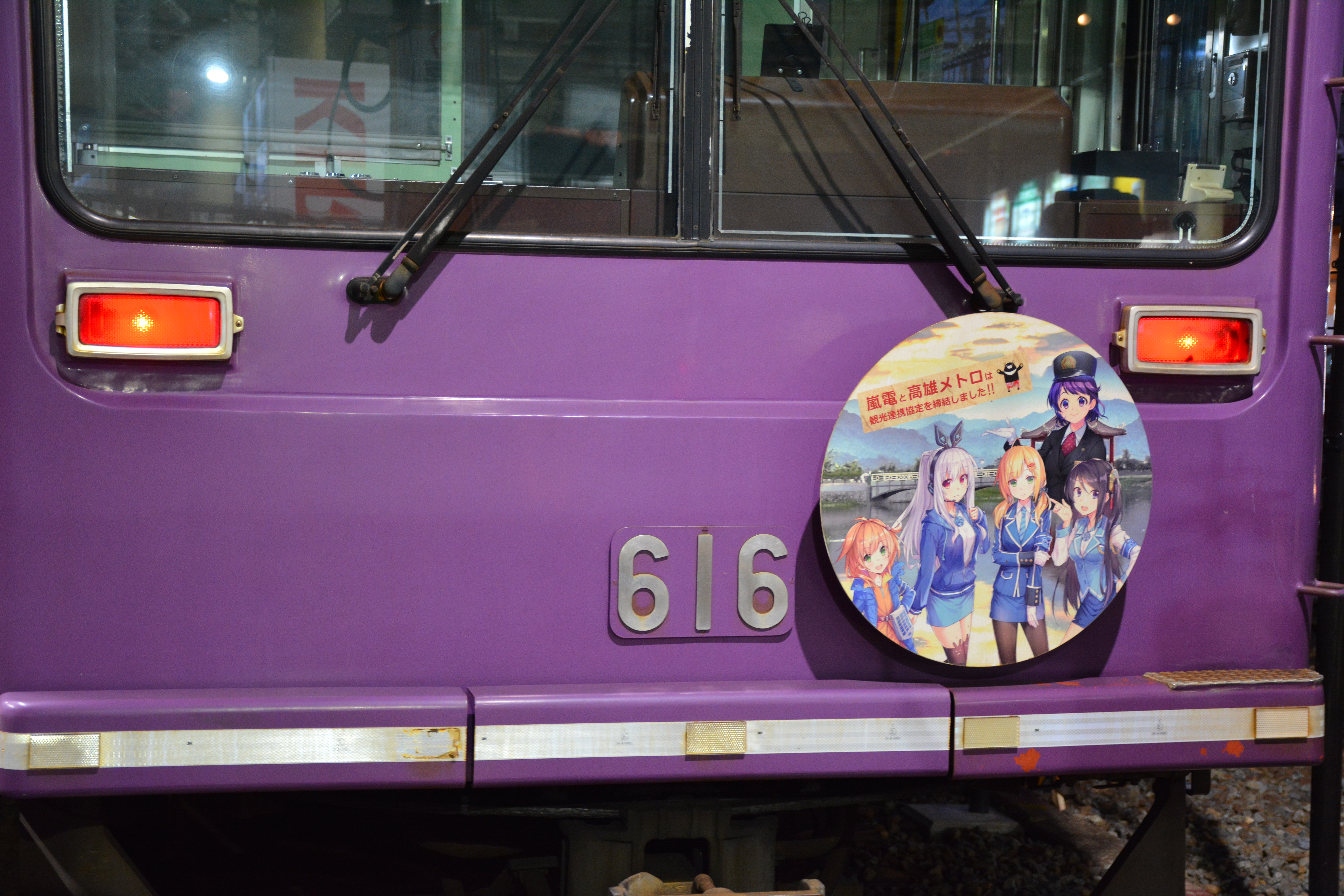
嵐電でのラッピング列車（2017-2020年）
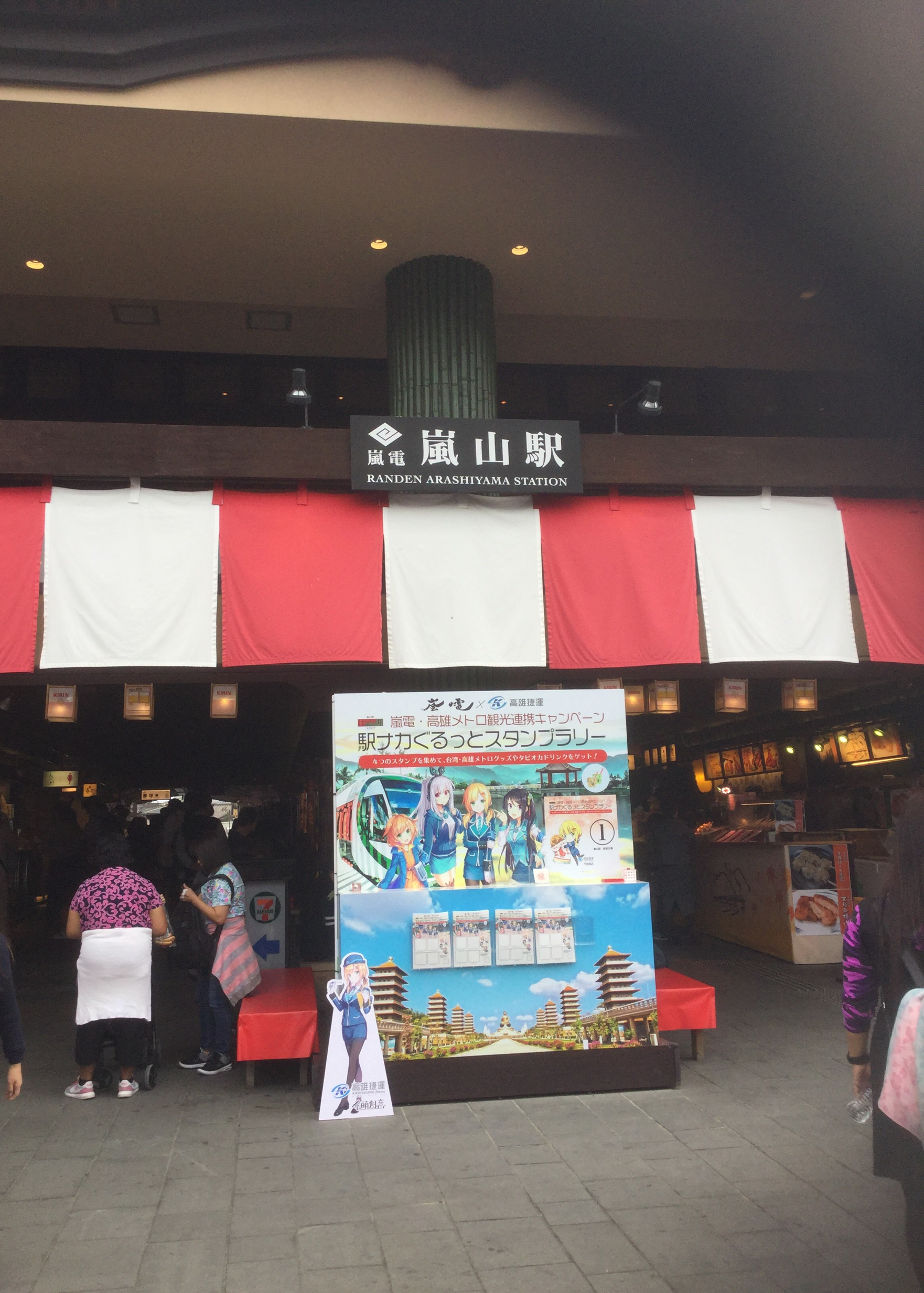
嵐電での高捷少女スタンプラリー（2019年）

### 註釈
1. ↑  シーメンスは創業時から最大約5%程度の株式を保有していたが[15]、2017年以降は主要株主のリストに記載されなくなっている[16]。
2. ↑  中国語の土撥鼠は通常マーモットを指すが、捷運公司公式ウェブサイト日本語版では同じマーモット属で北米に分布するウッドチャックの別名であるグラウンドホッグとなっている。
3. ↑  「高雄（K）」の「ライト」レール（萊兒、Light）で克萊兒/Klaire[30]。主にClaireの当て字に使われ、中国語の近い発音はクァライアー
4. ↑  「高雄（K）」のライト「レール」（芮兒、Rail）で克芮兒/Kriel[30]。中国語の近い発音はクァルィアー